# NRW-Pokal (Eishockey) 2010/11
In der Saison 2010/11 richtete der Eissport-Verband Nordrhein-Westfalen zum zweiten Mal einen NRW-Pokal aus. Nach dem Vorbild anderer Sportarten sollte dieser Wettbewerb auf Landesebene dazu dienen, Teilnehmer am DEB-Pokal der Folgesaison zu ermitteln. Allerdings wurde die Möglichkeit der Qualifikation im Laufe des Wettbewerbs von den Roten Teufeln Bad Nauheim, die als hessischer Teilnehmer in der Oberliga West startberechtigt waren, angezweifelt. Die Nauheimer sagten schließlich ihr Achtelfinalspiel in Essen ab, führten dabei aber auch terminliche Gründe an. Das Teilnehmerfeld reichte von der Oberliga West bis zur Bezirksliga NRW. Allerdings verzichtete ein Großteil der Mannschaften aus der Bezirksliga auf die bereits ausgelosten Spiele. Dazu kamen zahlreiche weitere Spielabsagen in den ersten drei Runden, die meist terminlich oder mit zu vielen Verletzungen begründet wurden. Daher fand der Wettbewerb in der Folgesaison keine Fortsetzung mehr. Erst in der Saison 2019/20 rief der Eishockeyverband Nordrhein-Westfalen, der seit 2016 für den Spielbetrieb auf NRW-Ebene zuständig ist, den NRW-Pokal wieder ins Leben. Diese Pokalwettbewerbe sind nicht zu verwechseln mit so genannten Pokalrunden auf NRW-Ligaebene, wobei es sich in der Regel um Platzierungs- oder Qualifikationsrunden handelt.

## Modus
Alle Runden wurden im K.-o.-Modus ausgespielt. Da es 31 Teilnehmer gab, erhielt ein Verein in der 1. Runde ein Freilos.

## Teilnehmer
Teilnahmeberechtigt waren alle Mannschaften aus den Ligen, die der Eissport-Verband NRW in der Saison 2010/11 organisiert hatte. Da an diesen Ligen auch Vereine außerhalb Nordrhein-Westfalens teilnahmen, waren diese Teams auch berechtigt, im NRW-Pokal an den Start zu gehen. Die Amateur-Mannschaft des Iserlohner EC war startberechtigt, die 1b-Mannschaften des Neusser EV (NRW-Liga), EHC Netphen '08 und der Hammer Eisbären (beide Bezirksliga NRW) dagegen nicht, da deren erste Mannschaften bereits Teilnehmer waren.
| 9 Teams aus der Oberliga West: | 7 Teams aus der Regionalliga West:                                                                                  | 10 von 11 Teams aus der NRW-Liga: | 5 von 7 Teams aus der Bezirksliga NRW:                                               |
| --- | --- | --- | ------------------------------------------------------------------------------------ |
| - EHC Dortmund - EV Duisburg - EC Bad Nauheim - Moskitos Essen - Herner EV - Ratinger Ice Aliens - Hammer Eisbären - Neusser EV - Königsborner JEC | - Löwen Frankfurt - EHC Troisdorf - EHC Netphen ’08 - Herforder EV - EHC Neuwied - RSC Darmstadt - Iserlohner EC 1b | - EHC Krefeld-Niederrhein - Grefrather EC - Dinslakener Kobras - ESV Bergisch Gladbach - EC Bergisch Land - Aachener EV - TuS Wiehl - Soester EG - GSC Moers - ECE Bullydogs Nordhorn | - SV Brackwede - ESV Bergkamen - Kristall Lippstadt - ESC Paderborn - TSVE Bielefeld |

## 1. Runde
| Datum      | Mannschaften                            | Ergebnis | Drittelergebnisse      |
| ---------- | --------------------------------------- | -------- | ---------------------- |
| 19.09.2010 | EHC Troisdorf – EC Bad Nauheim          | 1:10     | (0:4, 0:2, 1:4)        |
| 24.09.2010 | Aachener EV – EHC Neuwied               | 4:7      | (1:1, 3:4, 0:2)        |
| 10.10.2010 | EHC Netphen '08 – Hammer Eisbären       | 3:7      | (1:3, 1:2, 1:2)        |
| 16.10.2010 | GSC Moers – Moskitos Essen              | 0:11     | (0:1, 0:5, 0:5)        |
| 19.10.2010 | Herforder EV – Königsborner JEC         | 1:4      | (1:2, 0:1, 0:1)        |
| 24.10.2010 | ECE Bullydogs Nordhorn – Grefrather EG  | 3:11     | (1:3, 1:5, 1:3)        |
| 28.10.2010 | Kristall Lippstadt – Soester EG         | 2:7      | (0:3, 1:4, 1:0)        |
| 30.10.2010 | EHC Krefeld-Niederrhein – RSC Darmstadt | 6:0      | (1:0, 5:0, 0:0)        |
| 31.10.2010 | Löwen Frankfurt – Ratinger Ice Aliens   | 1:13     | (0:3, 1:3, 0:7)        |
| ---        | ESV Bergkamen – EV Duisburg             | kampflos | Bergkamen verzichtet   |
| ---        | Dinslakener Kobras – Iserlohner EC 1b   | kampflos | Dinslaken verzichtet   |
| ---        | TuS Wiehl – Herner EV                   | kampflos | Wiehl verzichtet       |
| ---        | ESV Bergisch Gladbach – Neusser EV      | kampflos | B. Gladbach verzichtet |
| ---        | SV Brackwede – EHC Dortmund             | kampflos | Brackwede verzichtet   |
| ---        | TSVE Bielefeld – EC Bergisch Land       | kampflos | Bielefeld verzichtet   |

Freilos: ESC Paderborn

## Achtelfinale
| Datum      | Mannschaften                                 | Ergebnis | Drittelergebnisse      |
| ---------- | -------------------------------------------- | -------- | ---------------------- |
| 12.11.2010 | EHC Neuwied – Königsborner JEC               | 2:9      | (1:2, 1:5, 0:2)        |
| 16.11.2010 | EHC Dortmund – Hammer Eisbären               | 6:3      | (3:0, 2:2, 1:1)        |
| 23.11.2010 | Soester EG – Neusser EV                      | 1:11     | (0:3, 1:4, 0:4)        |
| 23.11.2010 | EHC Krefeld-Niederrhein – Grefrather EG      | 6:0      | (3:0, 1:0, 2:0)        |
| 24.11.2010 | EC Bergisch Land – EV Duisburg (in Duisburg) | 2:21     | (1:6, 0:3, 1:12)       |
| ---        | ESC Paderborn – Ratinger Ice Aliens          | kampflos | Paderborn verzichtet   |
| ---        | Moskitos Essen – EC Bad Nauheim              | kampflos | Bad Nauheim verzichtet |
| ---        | Iserlohner EC 1b – Herner EV                 | kampflos | Iserlohn verzichtet    |

## Viertelfinale
| Datum      | Mannschaften                           | Ergebnis  | Drittelergebnisse    |
| ---------- | -------------------------------------- | --------- | -------------------- |
| 15.12.2010 | EV Duisburg – Moskitos Essen           | 5:3       | (2:1, 1:0, 2:2)      |
| 21.12.2010 | EHC Krefeld-Niederrhein – Herner EV    | 2:7       | (1:1, 1:3, 0:3)      |
| 21.12.2010 | Ratinger Ice Aliens – Königsborner JEC | 5:4 n. P. | (1:3, 3:1, 0:0, 1:0) |
| ---        | Neusser EV – EHC Dortmund              | kampflos  | Dortmund verzichtet  |

## Halbfinale
| Datum      | Mannschaften                    | Ergebnis | Drittelergebnisse |
| ---------- | ------------------------------- | -------- | ----------------- |
| 04.01.2011 | EV Duisburg – Neusser EV        | 5:1      | (0:1, 4:0, 1:0)   |
| 11.01.2011 | Ratinger Ice Aliens – Herner EV | 4:6      | (1:2, 2:2, 1:2)   |

## Finale
| Datum      | Mannschaften            | Ergebnis  | Drittelergebnisse    |
| ---------- | ----------------------- | --------- | -------------------- |
| 30.01.2011 | Herner EV – EV Duisburg | 5:4 n. P. | (1:1, 2:1, 1:2, 1:0) |